# Lycoming O-360
 Ikke at forveksle med en lignende motor fra en anden fabrikant: Continental IO-360.
Lycoming O-360 er en 'familie' af firecylindrede luftkølede bokser-flymotorer med stempelmotor og direkte drev. Motorer i O-360 serien producerer mellem 145 og 225 hk (109 til 168 kW), basismodellen O-360 leverer 180 hk.
Denne motorfamillie er blevet installeret i tusinder af fly, inklusive Cessna 172, Piper Cherokee/Archer, Grumman Tiger, og mange hjemmebyggede fly. Fabrikken har sat tiden mellem hovedeftersyn (TBO) til 2000 timer eller tolv år.
Den første O-360 , A1A modellen, blev certificeret den 20 Juli 1955 efter den amerikanske "United States CAR 13" specifikation. En lidt nyere motor, Lycoming IO-390, er en O-360 som har en 3/16 tomme (4.76 mm) større cylinderboring, og som leverer 210 hk (157 kW).

## Serier
O-360 motorfamilien består af 167 forskellige modeller, fordelt på 12 grundtyper. Alle er på 361 kubiktommer (5,92 liter) slagvolumen, 5.125 tommer (130,2 mm) boring og 4.375 tommer (111,1 mm) slaglængde. Da boringen er større end slaglænden, kaldes den overkvadratisk.
Grundtyperne er:
| O-360    | karburator serie                                                                                |
| HO-360   | horisontalt monteret, med henblik på installation i helikoptere                                 |
| LO-360   | samme som O-360, men med venstreroterende krumtapaksel. Til spejlet installation i tomotors fly |
| TO-360   | turboladet serie                                                                                |
| LTO-360  | turboladet venstreroterende serie                                                               |
| IO-360   | serie med brændstofindsprøjtning                                                                |
| LIO-360  | samme som IO-360, men venstreroterende                                                          |
| AIO-360  | inverteret montage (tør oliesump) og brændstofindsprøjtning, beregnet til kunstflyvning         |
| AEIO-360 | brændstofindsprøjtning, beregnet til kunstflyvning                                              |
| HIO-360  | horisontalt monteret, med brændstofindsprøjtning, til installation i helikoptere                |
| LHIO-360 | samme som HIO-360, men venstreroterende                                                         |
| TIO-360  | turboladet og med brændstofindsprøjtning                                                        |

## Varianter
Med 167 forskellige varianter, ofte med meget små forskelle mellem de enkelte, vil det gå for vidt at opremse dem alle her.

## Anvendelse
O-360
- Aer Lualdi L.55
- Aero Boero AB-180
- Aero Commander Lark Commander
- Aero Concepts Discovery
- American Aviation AA-2 Patriot
- Australian Lightwing SP-4000 Speed
- Aviamilano Nibbio
- Aviat Husky A-1C-180
- Backcountry Super Cubs Mackey SQ2
- Backcountry Super Cubs Supercruiser
- Backcountry Super Cubs Super Cub
- Barrows Bearhawk
- Barrows Bearhawk Patrol
- Beagle Airedale
- Beechcraft Duchess
- Beechcraft Musketeer
- Beechcraft Travel Air
- Bölkow Bo 207
- Brutsche Freedom 180 STOL
- Bushcaddy L-162 Max
- Bushcaddy L-164
- Canadian Home Rotors Safari
- Cessna 172
- Cessna 177
- Collins Dipper
- Cozy MK IV
- CubCrafters Carbon Cub EX
- Dakota Cub Super 18
- Dean Delt-Air 250
- Diamond DA40
- Dyn'Aéro MCR R180
- Falconar F12A Cruiser
- Glasair GlaStar
- Grinvalds Orion
- Grob G 115
- Grumman American AA-5
- Guimbal Cabri G2
- Javelin Wichawk
- Lambert Mission 212
- Lancair 360
- Lucas L-6B
- Lucas L8
- Maule M-5
- Mooney M20
- Morane-Saulnier MS-893E
- Moynet 360-4 Jupiter
- MSW One
- Murphy Elite
- Mustang Aeronautics Mustang II
- Norman Dube Aerocruiser Plus
- Peña Bilouis
- Peña Dahu
- Peña Joker
- Piper PA-18 Super Cub
- Piper Cherokee 180
- Piper PA-24-180 Comanche
- Piper PA-44-180 Seminole
- Rihn DR-107 One Design
- Robin Aiglon
- Robin DR.300-180
- Robin DR.400-180
- Robinson R22
- Saab 91 Safir
- Sands Fokker Dr.1 Triplane
- Schweizer SGM 2-37
- Slepcev Storch
- Stoddard-Hamilton Glasair II
- Ultimate 10-180
- Van's Aircraft RV-6
- Van's Aircraft RV-7
- Van's Aircraft RV-8
- VTOL Aircraft Phillicopter
- Wassmer WA-40
- Wassmer WA-54 Atlantic
- Zenair CH 640
- Zenith STOL CH 801

LO-360
- Beechcraft Duchess
- Piper PA-44-180 Seminole

IO-360
- Adventure Air Adventurer
- AeroCad AeroCanard
- Aircraft Technologies Acro 1
- Australian Lightwing SP-6000
- Aviat Husky A-1C-200
- Beechcraft Musketeer Super III
- Brutsche Freedom 210 STOL
- CEI Free Spirit Mk II
- Cessna 172R/172S
- Cessna 177RG
- Cessna 336 Skymaster
- Commander 112
- Commander 114
- Diamond DA40
- Diamond DA42
- Dream Tundra
- Evektor VUT100-120i Cobra
- Falconar SAL Mustang
- Giles G-200
- Glassic SQ2000
- Lake LA-4-200 Buccaneer
- LFU 205
- Mooney M20[10]
- Mustang Aeronautics Mustang II
- Osprey GP4
- PAC CT/4
- PAC MFI-17 Mushshak
- Partenavia P.68
- Peña Bilouis
- Peña Dahu
- Piper Arrow
- Piper PA-34 Seneca I
- Polyt V
- Saab MFI-15 Safari
- Saab MFI-17 Supporter
- Sawyer Skyjacker II
- Scaled Composites Boomerang
- Skipper Scrappy UAC-200
- Scottish Aviation Bulldog
- Seawind 2000
- SGP M-222 Flamingo
- Socata Tobago TB200XL
- Sorrell Hiperbipe
- Stolp Super Starduster
- Tecnam P2010
- Thorp T-18
- Ultimate 10-200
- Van's Aircraft RV-6
- Van's Aircraft RV-7
- Van's Aircraft RV-8
- Zeppelin NT
- Zlín Z 42

LIO-360
- Piper PA-34 Seneca I
- Diamond DA42

AIO-360
- Stephens Akro

AEIO-360
- Aero-Cam Slick 360
- Aviat Eagle II
- Bellanca Super Decathlon
- Extra EA-200
- FFA AS-202 Bravo
- Grob G 115E
- Mudry CAP 10
- Peña Capeña
- Pitts Special
- Tech Aero TR 200
- Valmet L-70 Vinka

HIO-360
- Enstrom F-28
- OH-23 Raven
- Schweizer 300

LHIO-360
- Silvercraft SH-3[11]
- Silvercraft SH-4[11]

## Specificationer (O-360-A1A)
Reference = Typecertifikat Data Sheet E-286 
| Type        | 4-cylindret, firetakts, dobbelt magneto, bokser-flymotor |
| Boring      | 5,125 in (130 mm)                                        |
| Slaglængde  | 4,375 in (111 mm)                                        |
| Slagvolumen | 361 cu in (5.916 cc)                                     |
| Kompression | 8.5:1                                                    |
| Vægt        | 258 lb (117 kg)                                          |
| Brændstof   | 91/96 oktan avgas minimum                                |
| Smøring     | 8 US qt (8 l) dry sump                                   |
| Køling      | luftkølet                                                |
| Ydelse      | 180 hp (134 kW) at 2700 rpm                              |

## Eksterne links
- Lycoming's hjemmeside